# Scotch Cup 1960
Der Scotch Cup 1960 war die 2. Austragung des Curling-Turniers und wurde vom 18. bis 23. März des Jahres in den schottischen Städten Ayr, Edinburgh und Glasgow veranstaltet. Der Pokalwettbewerb trägt heute den Status der Curling-Weltmeisterschaft der Herren.
Der Scotch Cup wurde in einer Serie von fünf Partien zwischen den Mannschaften aus Schottland und Kanada ausgespielt. Die Spiele wurden auf zwölf Ends angesetzt.
Kanada gewann den Cup mit 5:0 Siegen.

## Teilnehmende Nationen
| Kanada | Schottland                                                                                                   |
| --- | --- |
| Civil Service CC, Regina, SK Skip: Ernie Richardson Third: Arnold Richardson Second: Garnet Richardson Lead: Wes Richardson | Avondale Heather CC, Strathaven Skip: Hugh Nielson Third: Watson Yuill Second: Tom Yuill Lead: Andrew Wilson |

## Tabelle
| Platz | Team       | Spiele | Siege | Ndlg. |
| ----- | ---------- | ------ | ----- | ----- |
| 1.    | Kanada     | 5      | 5     | 0     |
| 2.    | Schottland | 5      | 0     | 5     |

## Ergebnisse

### Runde 1
- 18. März 1960 12:00 Uhr in Ayr

| Team       |  | 1 | 2 | 3 | 4 | 5 | 6 | 7 | 8 | 9 | 10 | 11 | 12 | Gesamt |
| ---------- |  | - | - | - | - | - | - | - | - | - | -- | -- | -- | ------ |
| Kanada     |  | 0 | 2 | 0 | 2 | 0 | 1 | 2 | 0 | 1 | 0  | 3  | 0  | 11     |
| Schottland |  | 1 | 0 | 2 | 0 | 2 | 0 | 0 | 1 | 0 | 1  | 0  | 1  | 8      |

### Runde 2
- 21. März 1960 12:00 Uhr in Edinburgh

| Team       |  | 1 | 2 | 3 | 4 | 5 | 6 | 7 | 8 | 9 | 10 | 11 | 12 | Gesamt |
| ---------- |  | - | - | - | - | - | - | - | - | - | -- | -- | -- | ------ |
| Kanada     |  | 2 | 2 | 0 | 3 | 0 | 1 | 0 | 2 | 2 | 0  | 2  | 0  | 14     |
| Schottland |  | 0 | 0 | 1 | 0 | 1 | 0 | 1 | 0 | 0 | 2  | 0  | 2  | 7      |

### Runde 3
- 22. März 1960 12:00 Uhr in Glasgow

| Team       |  | 1 | 2 | 3 | 4 | 5 | 6 | 7 | 8 | 9 | 10 | 11 | 12 | Gesamt |
| ---------- |  | - | - | - | - | - | - | - | - | - | -- | -- | -- | ------ |
| Kanada     |  | 0 | 1 | 2 | 0 | 2 | 1 | 0 | 0 | 0 | 1  | 2  | 0  | 9      |
| Schottland |  | 1 | 0 | 0 | 2 | 0 | 0 | 1 | 0 | 0 | 0  | 0  | 1  | 5      |

### Runde 4
- 23. März 1960 12:00 Uhr in Glasgow

| Team       |  | 1 | 2 | 3 | 4 | 5 | 6 | 7 | 8 | 9 | 10 | 11 | 12 | Gesamt |
| ---------- |  | - | - | - | - | - | - | - | - | - | -- | -- | -- | ------ |
| Kanada     |  | 0 | 1 | 1 | 0 | 0 | 0 | 1 | 2 | 0 | 2  | 0  | 1  | 8      |
| Schottland |  | 0 | 0 | 0 | 1 | 0 | 1 | 0 | 0 | 1 | 0  | 1  | 0  | 4      |

### Runde 5
- 23. März 1960 17:00 Uhr in Glasgow

| Team       |  | 1 | 2 | 3 | 4 | 5 | 6 | 7 | 8 | 9 | 10 | 11 | 12 | Gesamt |
| ---------- |  | - | - | - | - | - | - | - | - | - | -- | -- | -- | ------ |
| Kanada     |  | 0 | 1 | 0 | 0 | 4 | 0 | 1 | 1 | 1 | 2  | 2  | 4  | 16     |
| Schottland |  | 1 | 0 | 0 | 1 | 0 | 2 | 0 | 0 | 0 | 0  | 0  | 0  | 4      |

## Endstand
| Platz | Land       |
| ----- | ---------- |
| 1     | Kanada     |
| 2     | Schottland |